# Olivier Mbaissidara Mbaizo
Olivier Mbaissidara Mbaizo (* 15. srpna 1997) je kamerunský fotbalový obránce a reprezentant, hráč klubu Union Douala. Hraje na postu stopera (středního obránce). Jeho fotbalovým vzorem je krajan, útočník Samuel Eto'o.

## Klubová kariéra
- Union Douala [3]

Mbaissidara Mbaizo hraje v Kamerunu ve známém klubu Union Douala. První kontakty s fotbalovým míčem absolvoval ve věku kolem 3–4 let. V lednu 2017 byl na testech v českém prvoligovém týmu FC Hradec Králové. Po přípravném utkání zimní Tipsport ligy proti FC MAS Táborsko se trenér Bohuslav Pilný na jeho adresu vyjádřil: „Můžu říct, že jsem byl příjemně překvapený. Když ho budu hodnotit v tomto zápase, tak takhle kvalitního hráče, který zde byl na zkoušce, to jsme tady ještě neměli."

## Reprezentační kariéra
Olivier Mbaissidara Mbaizo nastupoval v mládežnických reprezentacích Kamerunu. V kamerunské reprezentaci U21 je kapitánem týmu.
V A-mužstvu Kamerunu debutoval v létě 2016.

Byl v širší nominaci reprezentačního trenéra Kamerunu, Belgičana Huga Broose pro africký šampionát 2017 konaný v Gabonu, ale do závěrečné nominace se nedostal.